# ダダワ
ダダワ（Dadawa、1968年7月15日 - ）または朱哲琴（ツー・チュアチン）は、中国のミュージシャン、サウンド・アーティスト、独立プロデューサー。UNDPの親善大使を務めた。上海の同済大学建築デザイン研究所に「SOUND LAB」を設立し、助教授を務めている。
過去20年間、音楽を自身の出発点とするダダワは、クロスオーバーによる芸術的探求で広く知られてきた。彼女は1995年にワーナー・ブラザースから発表されたアルバム『シスター・ドラム』を皮切りに、自身の音楽を世界的にリリースした最初の中国人ミュージシャンとなった。現代中国音楽の前衛的なパイオニアとして、彼女の作品は、デザイン、ビジュアル、パブリック、コミュニティ、パフォーマンス・アートといったサウンドの分野に参入している。
近年、ダダワは伝統的な職人技と、現代的なデザインを融合させようと努めてきた。彼女が2012年に立ち上げたブランド「KANJIAN」は、現代的なデザインと伝統的な中国の職人技を組み合わせている。「KANJIAN」の作品は、中国の歴史、哲学、美学への言及によって区別されている。

## ディスコグラフィ

### アルバム
- 『黄孩子 イエロー・チルドレン』 - 黄孩子 = Yellow Children (1992年) ※朱哲琴名義
- 『シスター・ドラム』 - 阿姐鼓 = Sister Drum (1995年)
- 『ヴォイシズ・フロム・ザ・スカイ』 - Voices from the sky (1997年)
- 七日談 = Seven Days (2006年)
- 月出 Moonrise (2010年)

## 作品
- Sense of Hearing (2014年)
- Fuchun Mountain Soundscape (2016年)
- Sound Script after Book from the Sky (2018年) ※Xu Bing UCCA Solo exhibitionにて発表
- 鐘舎 Bell Shelter (2019年) ※瀬戸内国際芸術祭2019にて発表